# Ipê
Ipê è un comune situato nella Serra Gaúcha. La città fa parte dello stato del Rio Grande do Sul, nel sud del Brasile. È stata intitolata Capitale Nazionale dell'Agricoltura Ecologica dalla Legge Nº 12.238 del 19 maggio 2010.

## Geografia
Si trova a una latitudine di 28º49'12" sud e a una longitudine di 51º16'45" ovest, ad un'altitudine di 750 metri.
Il comune ha un'area di 599,36 km² e la sua popolazione stimata nel 2022 era di 5.325 abitanti.
Ipê è uno dei comuni che si trovano nella Regione della Vite e del Vino, dove sono presenti numerosi vigneti nel sud del comune.

### Idrografia
Ipê è anche il luogo di nascita del fiume Leão, un importante fiume della regione che contribuisce all'ecosistema locale e all'approvvigionamento idrico. La sorgente si trova in un'area di vegetazione nativa, tipica della foresta atlantica, rafforzando il ruolo del comune nella conservazione ambientale.

### Dialetti
- Portoghese brasiliano
- Talian

## Storia
Il comune di Ipê ha le sue radici agli albori del XIX secolo, intorno al 1880, quando i muli erano diretti dalla regione dei campi di Vacaria attraverso la Serra do Rio das Antas verso São Leopoldo, facendo sosta nella zona.
In quel periodo, le vaste foreste che coprivano le terre di Ipê erano praticamente intoccate, con l'eccezione delle popolazioni indigene che abitavano la zona e si nutrivano delle risorse naturali.
Progressivamente, i contadini iniziarono a occupare la regione, piantando mais e costruendo capanne. Molti dei primi abitanti erano discendenti di schiavi di bovini, di origine luso-brasiliana. Queste capanne erano strutture semplici, generalmente realizzate con pavimenti di terra battuta e assi tagliate, con tetti di tavole.
In seguito, gli immigrati italiani, provenienti da São Sebastião do Caí, arrivarono nella regione di Ipê. Per raggiungere la zona, viaggiavano in barca fino al Campo dos Bugres (l'attuale Caxias do Sul) e poi proseguivano a piedi o a cavallo lungo la serra, stabilendosi nelle colonie di Antônio Prado e nei dintorni di quello che sarebbe diventato il comune di Ipê.
Gli immigrati italiani contribuirono alla crescita e alla prosperità della regione. Il 31 dicembre 1890, il Consiglio Comunale di Vacaria creò il 4º Distretto, che, a causa della presenza abbondante dell'albero di Ipê, divenne noto come Vila Ipê.
Col passare del tempo, la comunità crebbe e iniziarono a emergere idee di emancipazione. Nel 1985, Frate Augusto Denardi, all'epoca parroco della Parrocchia São Luiz Rei, avviò la formazione della Commissione Comunitaria Pro-Emancipazione. Il 6 settembre 1985, durante un incontro presso il Clube Ideal con leader e residenti di Vila Ipê, Vila Segredo e Vila São Paulo, rispettivamente i 4º, 9º e 11º distretti di Vacaria, venne selezionata la Commissione di Emancipazione con i seguenti membri: Osmar Vargas dos Santos (Presidente), Frate Casimiro Zaffonato (Vice-Presidente), Cirilo Ciotta (1º Segretario), Carlos Antonio Zanotto (2º Segretario), Uldérico Marcon (1º Tesoriere), Darci Luiz Lovatel (2º Tesoriere), Delvino Magro (Sottocommissione di Vila Segredo), Luiz Antônio Salvador (Sottocommissione di Vila São Paulo).
Il 21 settembre 1987, il risultato del plebiscito proclamò la vittoria del SI, con 2.604 voti a favore e 465 contrari al NO. Il 15 dicembre 1987, il Governatore dell'epoca, Pedro Simon, promulgò la Legge 8.482, che creò il Comune di Ipê. Questo comune comprendeva i distretti di Vila Ipê, Vila Segredo e Vila São Paulo, che precedentemente facevano parte del comune di Vacaria. La sede del nuovo comune fu stabilita a Vila Ipê.
Il 1º gennaio 1989, il Comune di Ipê fu amministrativamente istituito, con il signor Protázio Duarte Guazzelli come primo sindaco eletto.
Il gentilizio per gli abitanti di Ipê è "ipeense."
Formazione Amministrativa
- Il distretto di São Luiz de França è stato creato con l'atto municipale nº 696, del 31-12-1890, subordinato al comune di Vacaria.
- Nel 1938, il distretto prese il nome di Colônia São Luís de França.
- Nel 1938, il distretto prese il nome di Ipê.
- Nelle divisioni amministrative del 1960, 1983, 1993 e 2007, il distretto di Ipê rimase sotto la giurisdizione del comune di Vacaria.
- Nel 1987, fu promulgata la Legge 8.482, che creò il Comune di Ipê, separandolo da Vacaria. Il comune includeva i distretti di Vila Ipê, Vila Segredo e Vila São Paulo. La sede del nuovo comune era situata a Vila Ipê.
- L'istituzione amministrativa del Comune di Ipê avvenne il 1º gennaio 1989.[3]

### Nomenclature
| Nomenclatura             | Anno |
| ------------------------ | ---- |
| FormigueiroTemplate:Cref | 1886 |
| São Luiz                 | 1890 |
| Vila Ipê                 | 1936 |
| Ipê*                     | 1987 |

Template:Cnote

## Politica
| Nº  | Nome                     | Inizio mandato | Fine mandato        | Osservazioni           |
| --- | ------------------------ | -------------- | ------------------- | ---------------------- |
| 1   | Protázio Duarte Guazzeli | 1989           | 1992                |                        |
| 2   | Enaudy Sartor            | 1993           | 1996                |                        |
| 3   | Darci Zanotto            | 1997           | 2000                |                        |
| 4   | Darci Zanotto            | 2001           | 2004                |                        |
| 5   | Carlos Antônio Zanotto   | 2005           | 2008                |                        |
| 6   | Carlos Antônio Zanotto   | 2000           | 2012                |                        |
| 7   | Valerio Ernesto Marcon   | 2013           | 2016                |                        |
| 8   | Valerio Ernesto Marcon   | 2017           | 2020                |                        |
| 9   | Cassiano de Zorzi Caon   | 2021           | *2023 Template:Cref | Mandato incompleto     |
| 9.1 | José Mário Grazziotin    | 2023           | 2024                | Posse del vice di Caon |
| 10  | José Mário Grazziotin    | 2025           | 2028                |                        |

Template:Cnote

## Sottodivisioni
| Distretto      | Popolazione |
| -------------- | ----------- |
| Ipê            | 3700        |
| Vila São Paulo | 800         |
| Vila Segredo   | 1200        |

Vila São Paulo
Fondata come distretto il 5 agosto 1953, coprendo una superficie di 180 km². Il paesaggio di questo distretto è caratterizzato da terreni montuosi, con piccole proprietà agricole predominanti. Le proprietà più grandi sono rare, principalmente nella zona pianeggiante. Circa il 95% della popolazione di Vila São Paulo è coinvolta in attività agricole, mentre il 2% è legato al commercio, il 2% all'industria e l'1% ai servizi. Nella sede del 3º Distretto, che è Vila São Paulo, ci sono una varietà di attività commerciali, di servizi e industriali per servire la popolazione.
Vila Segredo
Costituito come distretto il 7 febbraio 1924, coprendo una superficie di 295 km². La regione è caratterizzata dal suo terreno montagnoso, composto principalmente da piccole proprietà agricole. Circa il 90% della popolazione di Vila Segredo è coinvolta in attività agricole, il 2% nel commercio, il 3% nell'industria e il 5% nei servizi. La principale fonte di reddito per il distretto è la coltivazione di mele e uva, che sono colture permanenti ben adattate alla topografia accidentata della regione. Come in Vila São Paulo, la sede del 2º Distretto, che è Vila Segredo, dispone di una varietà di attività commerciali, di servizi e industriali.

Foto aerea di Ipê negli anni 2000.